# The Tale of Mr. Jeremy Fisher
The Tale of Mr. Jeremy Fisher é um livro infantil britânico escrito e ilustrado por Beatrix Potter, e editado pela Frederick Warne & Co publicado em Julho de 1906. O livro baseia-se numa carta que Beatrix escreveu a uma criança em 1893. Em 1906, a escritora reviu a história passando a acção desde o rio Tay para o Lake District. O conto reflecte o seu amor por aquela região inglesa, e a sua admiração pelo ilustrador de desenhos infantis Randolph Caldecott.
Jeremy Fisher é uma rã que vive numa casa desleixada (slippy-sloppy house) à beira de um pequeno lago. Num dia chuvoso, ele recolhe vermes para pescar, e vai até meio do lago num barco feito de uma flor de lírio. Jeremey pensa convidar os seus amigos para jantar se ele conseguir pescar mais de cinco peixes. No entanto, o dia de pesca está cheio de problemas, e consegue mesmo escapar por pouco a uma grande truta que o tenta engolir. Jeremy nada para terra e, dirigindo-se para sua casa, decide não pescar outra vez.
Este conto é uma homenagem de Beatrix aos Verões passados com o seu pai e os seus amigos a pescar, em quintas arrendadas na Escócia. Depois de a história ter sido publicada, uma criança escreveu a Beatrix a sugerir-lhe que Jeremy encontrasse uma companheira. Beatrix respondeu com uma série de pequenas cartas sobre o tema como se fosse o próprio Jeremy e os seus amigos a escrever-lhe. Depois da morte de Beatrix em 1943, foram emitidas licenças a várias empresas para produzir as personagens criadas por Beatrix. Jeremy e os seus amigos foram comercializados como figuras de porcelana, bonecos de peluche e outros formatos.